# Tweeny Witches
Tweeny Witches - Le avventure di 3 giovani streghe (魔法少女隊アルス?, Mahō Shōjo Tai Arusu) è una serie anime in 40 episodi, prodotta nel 2004 da Studio 4°C e trasmessa dal network giapponese NHK a partire dal 9 aprile 2004. Nel 2005 stata prodotta un'ulteriore serie di 6 OAV intitolata Mahō Shōjo Tai Arusu THE ADVENTURE (魔法少女隊アルス THE ADVENTURE?).
La Play Press ha curato l'edizione italiana di tutti gli episodi prodotti (serie televisiva e OAV), che sono andati in onda in Italia sul canale satellitare RaiSat Smash, dal 2 dicembre 2006.
Gli episodi hanno una durata di circa nove minuti ciascuno, con storie che si estendono su due episodi consecutivi. Considerando anche i 6 OAV, la serie è quindi paragonabile con una di 26 episodi di lunghezza regolare (20 episodi trasmessi in TV e 6 OAV).
Gli OAV erano inizialmente previsti per essere trasmessi in 12 semi-episodi nell'estate del 2005, ma per ritardi nella produzione sono stati pubblicati in Giappone direttamente su DVD nel 2007.

## Trama
Ellis ("Arusu" in lingua originale) è una normale bambina che frequenta le scuole elementari, ma ha una particolarità: crede fermamente che la magia esista e che possa essere utilizzata per fare del bene e rendere felici le persone. Un giorno per motivi misteriosi si ritrova trasportata nel mondo delle streghe; all'inizio ci sono inevitabili attriti con le streghe che abitano quel mondo (la considerano una sorta di guastafeste), ma Ellis dovrà in seguito collaborare con loro per salvare quelle terre dalla distruzione.

## Colonna sonora
Sigla di apertura
- "ARS~Main Theme~" eseguita da Rentrak Entertainment

Sigla di chiusura
- "DuDiDuWa＊lalala" eseguita da KOTOKO

L'edizione italiana curata dalla Play Media Company (ex-Play Press Publishing) utilizza le sigle originali giapponesi. Solo nelle trasmissioni all'interno del contenitore Contactoons esse sono state sostituite da un'omonima sigla italiana scritta e cantata da Santo Verduci.

## Doppiaggio ed edizione italiana
| Personaggi    | Voce giapponese | Voce italiana      |
| ------------- | --------------- | ------------------ |
| Ellis (Arusu) | Sachiko Kojima  | Beatrice Margiotti |
| Sheila        | Houko Kuwashima | Emilia Costa       |
| Eva           | Ryou Hirohashi  | Patrizia Salerno   |
| Athelia       | Atsuko Tanaka   | Antonella Rinaldi  |
| Mina          | Yukari Tamura   |                    |
| Grand Master  | Ryoko Kinomiya  |                    |

Come in tutte le pubblicazioni dell'editore Play Media Company, il cast di doppiaggio italiano non è noto per intero, giacché esso non è indicato né sui DVD né nei crediti di produzione.
La serie, dopo la prima TV italiana sul canale satellitare RaiSat Smash, dal 2 dicembre 2006, è stata replicata su alcune televisioni locali, in particolare nel 2012 su Telemilano all'interno del contenitore Contactoons. Dal 2019 la serie è visibile in streaming ufficiale sul canale YouTube di Contactoons. 

## Episodi
| Nº              | Titolo italiano Giapponese 「Kanji」 - Rōmaji                                                             | In onda           | In onda |
| Nº              | Titolo italiano Giapponese 「Kanji」 - Rōmaji                                                             | Giapponese        |         |
| Destiny 1       | Il paese delle streghe 「魔女の国」 - Majo no kuni                                                        | 9 aprile 2004     |         |
| Destiny 2       | I cento spiritelli 「百匹の妖精」 - Hyaku hiki no yōsei                                                   | 16 aprile 2004    |         |
| Destiny 3       | La scopa magica 「魔法のホーキ」 - Maho no hōki                                                           | 23 aprile 2004    |         |
| Destiny 4       | Lo spiritello Ecoo 「妖精エクー」 - Yōsei ekū                                                             | 30 aprile 2004    |         |
| Destiny 5       | Il grimorio 「魔導書」 - Madōsho                                                                          | 7 maggio 2004     |         |
| Destiny 6       | Le piume del grifone 「グリフォンの羽」 - Gurifon no Hane                                                 | 14 maggio 2004    |         |
| Destiny 7       | L'unghia di Pisky 「ピスキーの牙」 - Pisuki no Kiba                                                       | 21 maggio 2004    |         |
| Destiny 8       | Il porto delle partenze 「旅立ちの港」 - Tabidachi no minato                                              | 28 maggio 2004    |         |
| Destiny 9       | L'esame delle streghe 「魔女検定」 - Majo kentei                                                          | 4 giugno 2004     |         |
| Destiny 10      | L'attacco di Idra 「ハイドラの襲撃」 - Haidora no Shūgeki                                                 | 11 giugno 2004    |         |
| Destiny 11      | La tradizione magica 「魔女の伝統」 - Majo no dentō                                                       | 18 giugno 2004    |         |
| Destiny 12      | Buon compleanno 「ハッピーバースデー」 - Happibasude                                                      | 25 giugno 2004    |         |
| Destiny 13      | Lo stregone Sigma 「魔女シグマ」 - Majo SHIGUMA                                                           | 2 luglio 2004     |         |
| Destiny 14      | Il dubbio di Sheila 「シーラの迷い」 - SHIIRA no mayoi                                                    | 9 luglio 2004     |         |
| Destiny 15      | La magia maledetta 「呪われた魔法」 - Norowareta mahō                                                     | 16 luglio 2004    |         |
| Destiny 16      | Il coraggio di Eva 「エバの勇気」 - EBA no yūki                                                           | 23 luglio 2004    |         |
| Destiny 17      | Nel mondo degli stregoni 「潜入！魔族界」 - Sennyū! mazokukai                                             | 3 settembre 2004  |         |
| Destiny 18      | I veri maghi 「真のウィザード」 - Shino UiZAADO                                                           | 10 settembre 2004 |         |
| Destiny 19      | Senza via d'uscita 「絶体絶命」 - Zettaizetsumeii                                                         | 17 settembre 2004 |         |
| Destiny 20      | La squadra speciale streghette 「魔法少女隊」 - Mahō shōjo tai                                            | 24 settembre 2004 |         |
| Destiny 21      | Il mare dimensionale 「異次元の海」 - Ijigen no umi                                                       | 1º ottobre 2004   |         |
| Destiny 22      | La piratessa Lennon 「海賊レノン」 - Kaizoku RENON                                                        | 8 ottobre 2004    |         |
| Destiny 23      | La traditrice 「裏切りの魔女」 - Uragiri no majo                                                          | 15 ottobre 2004   |         |
| Destiny 24      | La luce della speranza 「希望の光」 - Kibō no hikari                                                      | 22 ottobre 2004   |         |
| Destiny 25      | Sospetti 「疑惑」 - Kiwaku                                                                                | 29 ottobre 2004   |         |
| Destiny 26      | Un cuore in subbuglio 「バラバラな心」 - Barabara na kokoro                                               | 5 novembre 2004   |         |
| Destiny 27      | Presagio di distruzione 「滅亡の前兆」 - Metsubō no zenchō                                                | 12 novembre 2004  |         |
| Destiny 28      | Attacco generale 「総攻撃」 - Sōkōgeki                                                                    | 19 novembre 2004  |         |
| Destiny 29      | Il vero grimorio 「真の魔導書」 - Shin no madōshō                                                         | 26 novembre 2004  |         |
| Destiny 30      | La verità su Lennon 「レノンの正体」 - RENON no shōtai                                                    | 3 dicembre 2004   |         |
| Destiny 31      | Tristezza 「切ない思い」 - Setsunai omoi                                                                  | 2 gennaio 2005    |         |
| Destiny 32      | Quello che bisogna realmente difendere 「本当に守るべきもの」 - Hontōnimamoru bekimono                    | 21 gennaio 2005   |         |
| Destiny 33      | Il mio papà è vivo! 「パパは生きている」 - PAPA wa ikideiru                                               | 28 gennaio 2005   |         |
| Destiny 34      | Promessa 「約束」 - Yakusoku                                                                              | 28 gennaio 2005   |         |
| Destiny 35      | Collasso 「崩壊」 - Hōkai                                                                                 | 4 febbraio 2005   |         |
| Destiny 36      | Fuga 「脱出」 - Dasshutsu                                                                                 | 11 febbraio 2005  |         |
| Destiny 37      | La fine! 「終焉」 - Shūen                                                                                 | 18 febbraio 2005  |         |
| Destiny 38      | La magia nera 「黒魔法」 - Kuro mahō                                                                      | 25 febbraio 2005  |         |
| Destiny 39      | La magia della luce 「光の魔法」 - Hikari no mahō                                                         | 4 marzo 2005      |         |
| Destiny 40      | Speranza 「希望」 - Kibō                                                                                  | 4 marzo 2005      |         |
| OAV (6 episodi) | |                   |         |
| 1               | Le maghette si trasformano in pesci 「魚になった魔法少女隊」 - Sakana ni Natta Mahō Shōjo Tai             | DVD               |         |
| 2               | Il libro bianco degli spiriti 「妖精白書」 - Yōsei Hakusho                                                | DVD               |         |
| 3               | La strega di ghiaccio e il drago dal gelido soffio 「氷の魔女と氷炎の竜」 - Koori no Majo to Hyōen no Ryū | DVD               |         |
| 4               | Il segreto della Dragon House 「ドラゴンハウスの秘密」 - Doragonhausu no Himitsu                          | DVD               |         |
| 5               | Un cuore sigillato 「封印された心」 - Fūin-sareta Kokoro                                                  | DVD               |         |
| 6               | La squadra delle maghette - Sturm und Drang 「疾風怒涛の魔法少女隊」 - Shippū-Dotō no Mahō Shōjo Tai      | DVD               |         |